# Botschaft Singapurs in Berlin

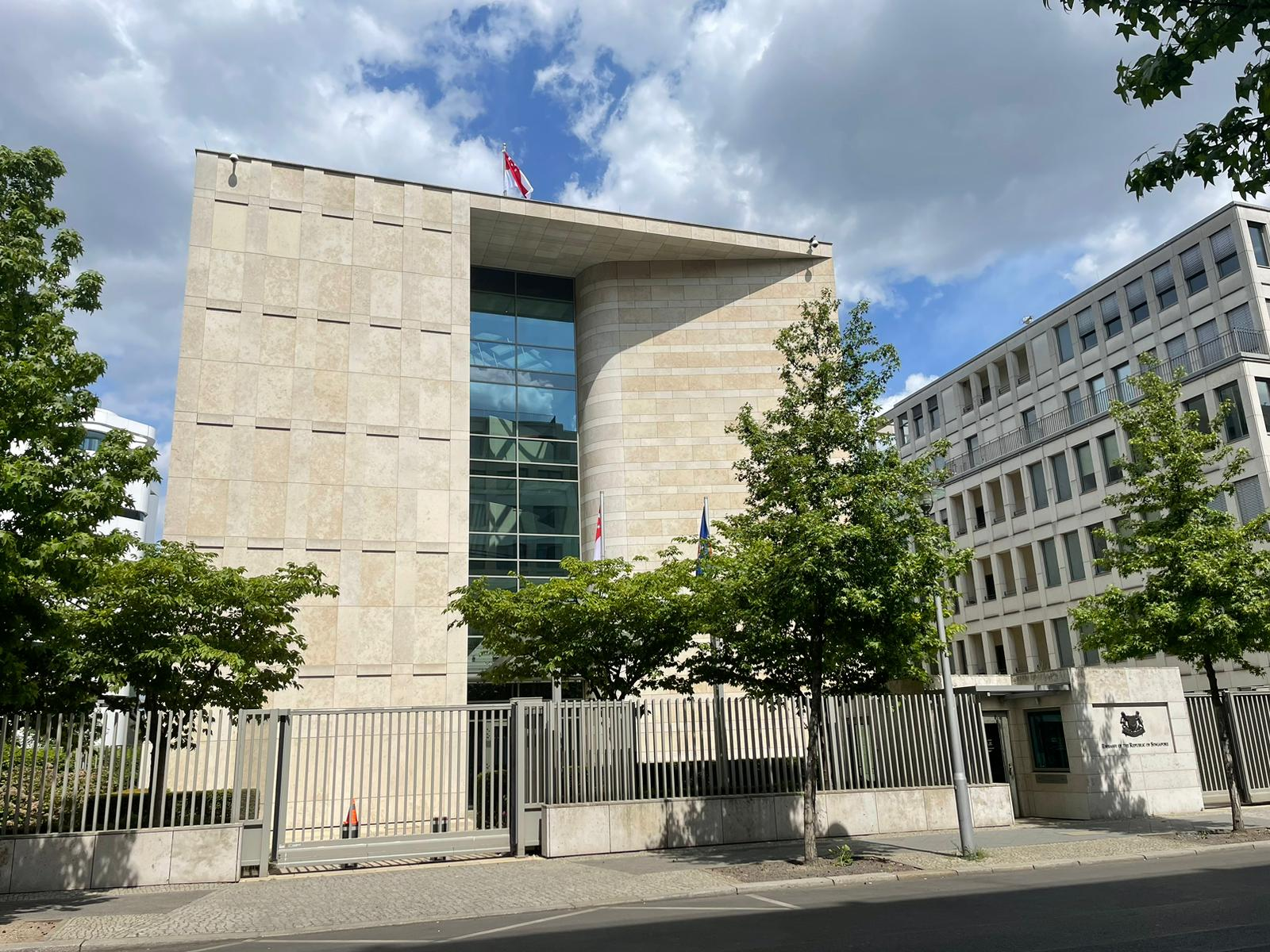
Botschaftsgebäude Voßstraße 17

Die Botschaft Singapurs in Berlin ist die offizielle diplomatische Vertretung Singapurs in Deutschland. Sie befindet sich in der Voßstraße 17 in Berlin-Mitte, unweit des Potsdamer Platzes. 
Botschafter ist seit dem 24. August 2023 Lee Chong Hock.
Singapur unterhält Honorarkonsulate in Frankfurt am Main, Hamburg und München.

## Geschichte der diplomatischen Beziehungen
Am 24. Dezember 1965 nahmen Singapur und die Bundesrepublik Deutschland diplomatische Beziehungen auf. Die im April 1973 eröffnete Botschaft Singapurs befand sich zunächst in der Ubierstraße 45 in Bonn, dann ab 1987 in der Südstraße 133 in Bonn-Bad Godesberg.
Zwischen Singapur und der DDR bestanden keine diplomatischen Beziehungen.
Aufgrund des Umzugs von Bundestag und Regierung nach Berlin verlegte auch die Botschaft Singapurs im August 1999 ihren Sitz in die neue deutsche Hauptstadt, zunächst in die Friedrichstraße 200 im Ortsteil Mitte. Im September 2011 zog sie in ihren jetzigen Standort in der Voßstraße 17 um.

## Botschafter
- 2012, 4. September: Jai Sohan Singh[5]
- 2016, 28. September: Laurence Bay[6]
- 2023, 24. August: Lee Chong Hock[7]

## Gebäude
Das Botschaftsgebäude in der Voßstraße 17 wurde 2010–2011 nach Entwürfen des Architekturbüros Braun & Schlockermann und Partner errichtet. Eine großflächig verglaste Atriumhalle an der Fassade zur Voßstraße erstreckt sich über fünf Geschosse. Sie bildet das Zentrum für die umgebenden Büro- und Besprechungsräume. Die Fassade ist mit geschliffenem Jura-Kalkstein aus den Dietfurter Steinbrüchen verkleidet.